# Кишна шума
Кишна шума је назив за шумске екосистеме које карактерише нарочито влажна клима са просечно више од 2000 mm падавина годишње. Такви екосистеми постоје како у тропским, тако и у умереним подручјима, па се према томе разликују и два различита облика кишних шума: тропске кишне шуме, и кишне шуме умерених подручја.
Процене варирају да је од 40% до 75% свих биотичких врста аутохтоно у кишним шумама. Сматра се да постоји много милиона врста биљака, инсеката и микроорганизама који су још увек неоткривени у тропским кишним шумама. Тропске прашуме су назване „драгуљима Земље“ и „највећом светском апотеком“, јер је тамо откривено преко једне четвртине природних лекова.
Прашуме, као и ендемске прашумске врсте, брзо нестају због крчења шума, резултирајућег губитка станишта и загађења атмосфере.

## Дефиниција
Прашуме се одликују затвореном и континуираним крошњама дрвећа, високом влажношћу, присуством вегетације зависне од влаге, влажним слојем лисног отпада, присуством епифита и лијана, и одсуством пожара. Највећа подручја прашуме су тропске или умерене прашуме, али су описане и друге вегетацијске асоцијације, укључујући суптропску прашуму, приобалне кишне шуме, облачну шуму, густиш лозе, те чак и суву прашуму.

## Тропске кишне шуме
Тропске кишне шуме настале су на свим континентима које пресеца екватор. Протежу се са обе стране екватора до око 10° географске ширине, пре свега у Јужној Америци и Океанији, али и изван тих подручја. Највећа повезана површина - која истовремено чини више од половине укупне површине свих тропских кишних шума - налази се у подручју амазонског басена. Друге велике повезане тропске кишне шуме постоје у Заиру и Индонезији.
Појам „тропска кишна шума“ означава екосистем састављен од великог броја типова шума: низијска тропска кишна шума која се простире до око 800 m надморске висине, затим брдска тропска кишна шума до око 1500 m висине и маглена шума изнад 2000 m. У стручној литератури понекад се за нека подручја користе и други називи, као „облачна шума“ за шуме које расту на северним деловима обалних Кордиљера у Венецуели.

## Кишне шуме умерених подручја
Кишне шуме умерених подручја расту пре свега на западним обалама Северне Америке, у Чилеу, на Тасманији и на Новом Зеланду. Граница према тропским кишним шумама одређена је положајем умерене климатске зоне.

## Земљиште и кружење хранљивих материја
Оба типа кишних шума имају заједничко, релативно сиромашно хранљивим материјама, црвено, жуто или латеритно земљиште (са врло танким слојем хумуса), које је само условно корисно за пољопривреду. Томе доприноси и присутност минерала каолинита, који се лако испира из земљишта. У кишној шуми влада хемијска равнотежа. Ако се са тог земљишта уклони првобитна вегетација, огољено тле се до те мере испере да након 10 година уопште више није употребљиво.
Вечито зелене тропске кишне шуме развијају због целогодишње вегетације без годишњих доба готово савршено кружење хранљивих материја. Све хранљиве материје су прешле у живу биомасу, а шуме расту на кварцним прастарим земљиштима. Микоризе преносе минерале до стабала. Стабла не могу сама узети минерале из тла, односно оно му служи само за физичку стабилизацију.
Око 80% биомасе ствара се у крошњама, па се ради тога око 2/3 животиња задржава у њима, а само ретке живе на тлу.
Опало лишће и грање као и мртве животиње због климе врло брзо поново улазе у кружење хранљивих материја. Корење често дивовских прашумских стабала и других биљки остаје близу површине тла како би лакше поново преузело хранљиве састојке.
Крчење тропских кишних шума доводи до непоправљивих штета. Испирањем огољеног тла губи се највећи део хранљивих материја. Осим тога, са готово сваким срушеним стаблом неповратно се губи понека биљна или животињска врста. У том смислу разликују се изворне, нетакнуте, примарне и секундарне шуме.

## Богатство врста
Распрострањеност појединих врста стабала на великом подручју зелене кишне шуме јединствен је феномен на Земљи. Процењује се да у овим вечито зеленим шумама живи 40-60% свих на Земљи живећих врста биљног и животињског света.

## Угроженост
Сваке године искрчи се велики број квадратних километара тропске кишне шуме, са једне стране ради добијања површина за плантажну привреду, испашу стоке или пољопривредну обраду, а са друге стране оборена стабла се користе као материјал за производњу намештаја. Али највећи део се користи као јефтино грађевинско дрво или за производњу папира. У те сврхе су у Југоисточној Азији (Малезији и Индонезији) већ саграђене огромне фабрике папира.
Велике површине припремају се за пољопривредну обраду крчењем уз помоћ ватре, тј. спаљивањем шуме. На тај начин се, са једне стране, уклања постојећа вегетација, а са друге стране спаљивањем настаје пепео који садржи храњиве материје. Упркос томе, овако искрчена подручја могу се користити за ефикасну пољопривреду само неколико година јер је слој хумуса веома танак а пољопривреда црпи из њега више храњивих материја него што се може обновити. Годишње се уништава 125.000 km² тропских шума, што представља губитак од око 34.000 хектара дневно.
До данас је нестало већ више од 50% кишних шума. Кишне шуме Бразила угрожене су спаљивањем. Само од августа 2003. до августа 2004. у Бразилу је уништено 26.130 km² кишне шуме.
Због узнапредовалог илегалног крчења преосталих тропских кишних шума ради брзе зараде, као и дозвољавања спаљивања шума, опстанак биолошких врста је угрожен. Постоји велика опасност од изумирања различитих врста.

## Селективна сеча
„Селективном сечом“ назива се циљано рушење само одређених стабала. Тај облик сече би требало да спречи опадање количине храњивих материја у тлу кишних шума. У идеалном случају, сеча појединачног стабла не би требало да изазове трајне штете на околној фауни. Али, често се за одвоз посеченог стабла прави стаза до најближе цесте. Анализирајући сателитске снимке 2 милиона квадратних километара кишних шума у времену од 1999. до 2004, стручњаци су утврдили да је и селективна сеча довела до потпуног уништења шуме. Једна шестина посматраних подручја је већ годину дана након почетка „селективне сече“ остала потпуно без шуме, а након 4 године већ је на трећини тих подручја шума уништена.

## Употреба појединих врста дрвета
Махагони и тиковина обично се користе за спољашње грађевинске радове, јер су врло отпорни на атмосферске утицаје, док се за израду музичких инструмената најчешће користе палисандер и ебановина. Ово дрво је посебно омиљено пошто због специфичних одлика климе у којој расте, нема годове.

## Заштита кишних шума
Бројне организације се труде да заштите кишне шуме и спрече углавном илегалну сечу. Поред тога, на интернету су отворене странице на којима сваки корисник интернета једним кликом може дати малени износ као допринос заштити ових шума.
Између осталог, може се и одустати од кориштења скупог племенитог дрвета, јер се само 5% посечених стабала кишних шума искористи. Остатак се готово уопште не користи или се користи веома слабо. Сваки дан искрчи се површина величине 5.760 фудбалских игралишта.
Заштита кишних шума веома је важна из још једног разлога. Сматра се, да су то највеће “апотеке“ на свету. До сада су истражена лековита својства тек малог дела тамошњих биљака. Ако се настави крчење и спаљивање у овако драматичном обиму, велики број природних лекова ће се неповратно изгубити, чак и пре него што се утврди њихово постојање.